# 訃報 1973年10月
訃報 1973年10月（ふほう 1973ねん10がつ）では、1973年（昭和48年）10月中に物故した、又は物故が報じられた人物についてまとめる。

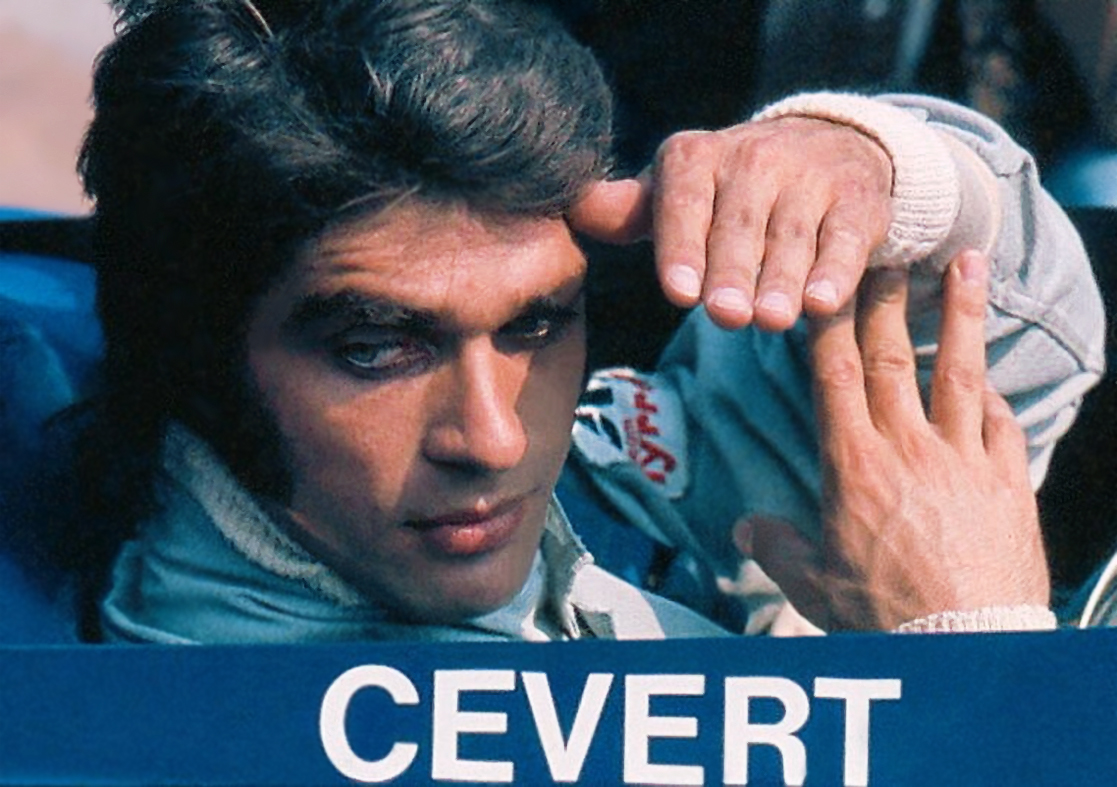
フランソワ・セベール / 10月6日没

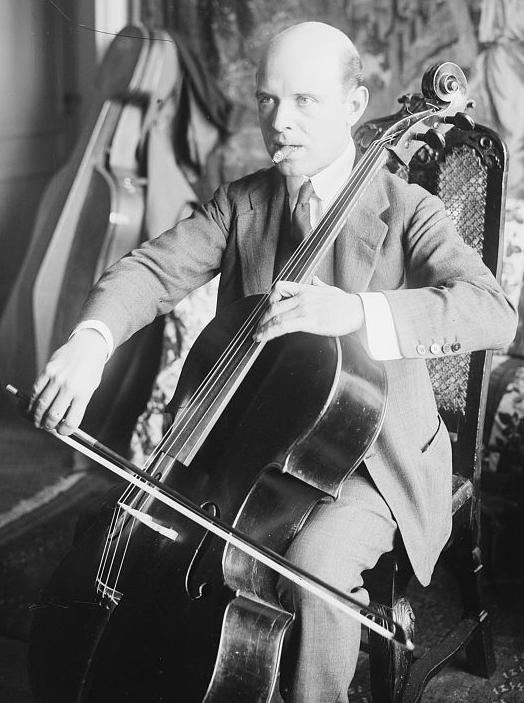
パブロ・カザルス / 10月22日没

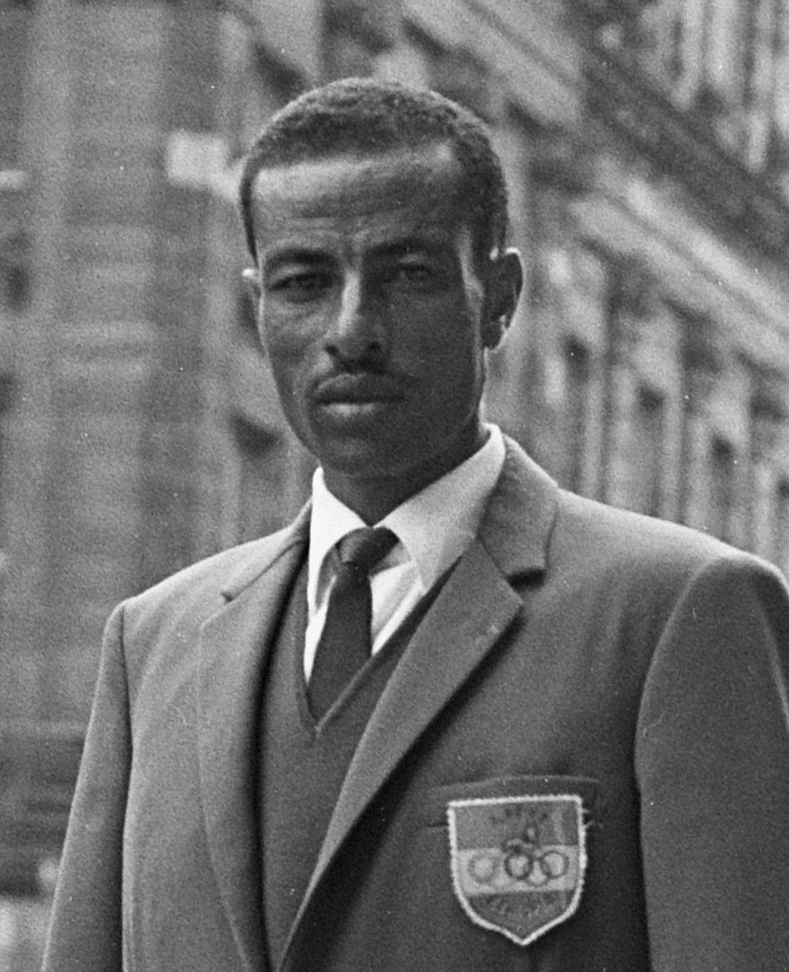
アベベ・ビキラ / 10月25日没

## （1日 - 15日）
- 10月1日 - 井沼清七、男子陸上競技選手（* 1907年）
- 10月2日 - パーヴォ・ヌルミ、フィンランドの中長距離走者（*1897年）
- 10月3日 - 相川勝六、官僚・政治家・弁護士（* 1891年）
- 10月5日 - 井上晴丸、農業経済学者（* 1908年）
- 10月5日 - 花井忠、弁護士・検事総長（* 1894年）
- 10月5日 - 高橋新次郎、歯学者・歯科医師・矯正歯科医（* 1897年）
- 10月6日 - フランソワ・セベール、F1ドライバー（* 1944年）
- 10月7日 - 森雅之、俳優（* 1911年）
- 10月8日 - ガブリエル・マルセル、劇作家・哲学者（* 1889年）
- 10月9日 - 伊部真、労働運動家・政治家（* 1921年）
- 10月10日 - ルートヴィヒ・フォン・ミーゼス、経済学者（* 1891年）
- 10月10日 - 稲葉正夫、陸軍軍人（* 1908年）
- 10月11日 - 松田武夫、国文学者・作家（* 1904年）
- 10月11日 - 長谷川巳之吉、雑誌・書籍編集者・実業家（* 1893年）
- 10月12日 - 三島一、東洋史学者（* 1897年）
- 10月13日 - 戸塚九一郎、官僚・政治家（* 1891年）
- 10月13日 - 山本清衛、陸軍軍人・政治家（* 1894年）
- 10月15日 - 吉野賛十、小説家（* 1903年）

## （16日 - 31日）
- 10月16日 - ジーン・クルーパ、ジャズドラマー（* 1909年）
- 10月16日 - 中島慶次、王子製紙（現・王子ホールディングス）元社長、紙の博物館初代理事長（* 1894年）
- 10月18日 - レオ・シュトラウス、政治哲学者（* 1899年）
- 10月19日 - 佐々木達治郎、陸軍軍人・物理学者（* 1894年）
- 10月19日 - 石川太刀雄、医師（* 1908年）
- 10月20日 - 曽根幸蔵、柔道家（* 1903年）
- 10月21日 - 小田基義、映画監督（* 1909年）
- 10月21日 - 我妻栄、民法学者（* 1897年）
- 10月22日 - パブロ・カザルス、チェロ奏者（* 1876年）
- 10月25日 - アベベ・ビキラ、マラソン選手（* 1932年）
- 10月25日 - 橋爪敏太郎、将棋棋士（* 1909年）
- 10月26日 - 片岡愛之助 (5代目)、歌舞伎役者（* 1904年）
- 10月27日 - 今和次郎、民俗学者（* 1888年）
- 10月28日 - 米田規矩馬、衆議院議員・弁護士（* 1891年）
- 10月29日 - 青山万里子、女優（* 1901年）
- 10月30日 - 古田晁、出版人・筑摩書房の創業者・初代社長（* 1906年）